# Dicranopalpus larvatus
Dicranopalpus larvatus is een hooiwagen uit de familie echte hooiwagens (Phalangiidae).